# میدلبای
میدلبای (انگلیسی: Middleby) شرکت لوازم خانگی آمریکایی است، که در سال ۱۸۸۸ تأسیس شد.